# Амбарне
Амба́рне — село в Україні, у Великобурлуцькій селищній громаді Куп'янського району Харківської області. Населення села евакуйовано. До 2020 орган місцевого самоврядування — Григорівська сільська рада.

## Географія
Село Амбарне знаходиться на схилі балки Капліцина, неподалік від витоків річки Верхня Дворічна, за 1 км знаходиться урочище Афанасьїв Ліс (дуб).

## Історія
1799 — дата заснування.
12 червня 2020 року, відповідно до розпорядження Кабінету Міністрів України № 725-р «Про визначення адміністративних центрів та затвердження територій територіальних громад Харківської області», увійшло до складу Великобурлуцької селищної громади.
19 липня 2020 року, в результаті адміністративно-територіальної реформи та ліквідації Великобурлуцького району, село увійшло до складу Куп'янського району Харківської області.
24 лютого 2022 року почалася російська окупація села. У вересні 2022 року село звільнили бійці 101 бригади Закарпаття - а саме угорськомовні українці які першими зайшли як воїни ЗСУ в село.
Під час російсько-української війни позиції ЗСУ обороняли бійці 68-го об ТрО 101 бригади Закарпаття: втрати склали 7 бійців (вересень 2022).
11 вересня 2022 року воїни Збройних Сил України в ході Харківської контрнаступальної операції звільнили від російських окупантів населені пункти Великобурлуцької селищної територіальної громади.

## Економіка
- В селі є молочно-товарна і птахо-товарна ферми.